# Teorema de Stewart
Em geometria, o teorema de Stewart produz uma relação entre o tamanho dos lados de um triângulo e o tamanho de uma ceviana do triângulo. Este nome é em honra do matemático escocês Matthew Stewart que publicou o teorema em 1746.

## Teorema
Sendo {\displaystyle a}, {\displaystyle b}, e {\displaystyle c} os tamanhos dos lados do triângulo. Sendo {\displaystyle d} a ceviana do lado {\displaystyle a}. Se a ceviana divide o lado {\displaystyle a} em dois segmentos de tamanho {\displaystyle m} e {\displaystyle n}, então o teorema de Stewart diz que:
{\displaystyle b^{2}m+c^{2}n=a(d^{2}+mn)\,}

## Prova
O teorema pode ser provado com a aplicação da lei dos cossenos:
Se θ é o ângulo entre m e d, θ' o ângulo entre n e d. Então θ′ que é o suplemento de θ e cos θ′ = −cos θ. Da lei dos cossenos entre θ e θ′, temos:
{\displaystyle {\begin{aligned}c^{2}&=m^{2}+d^{2}-2dm\cos \theta \\b^{2}&=n^{2}+d^{2}-2dn\cos \theta '\\&=n^{2}+d^{2}+2dn\cos \theta .\,\end{aligned}}}
Multiplique a primeira equação por n, e a segunda por m, e elimine o cos θ, assim obtemos:
{\displaystyle {\begin{aligned}&b^{2}m+c^{2}n\\&=nm^{2}+n^{2}m+(m+n)d^{2}\\&=(m+n)(mn+d^{2})\\&=a(mn+d^{2}),\\\end{aligned}}}
que é a equação que queríamos demonstrar.
O teorema também pode ser provado pelo teorema de Pitágoras. 